# Illice deserta
Illice deserta är en fjärilsart som beskrevs av Felder 1874. Illice deserta ingår i släktet Illice och familjen björnspinnare. Inga underarter finns listade i Catalogue of Life.